# Neohebestola apicalis
Neohebestola apicalis là một loài bọ cánh cứng trong họ Cerambycidae.